# Alf Martinsen
Alf Werner Martinsen (ur. 29 grudnia 1911 w Lillestrøm, zm. 23 sierpnia 1988 tamże) – norweski piłkarz występujący na pozycji napastnika, reprezentant Norwegii w latach 1936–1946, brązowy medalista Igrzysk Olimpijskich 1936, trener piłkarski.

## Kariera klubowa
Grę w piłkę nożną rozpoczął w Lillestrøm SK. W latach 1931–1936 grał w klubie Ski- og Fotballklubben Fram i powrócił do Lillestrøm SK, w którym zakończył w 1946 roku karierę zawodniczą. Nosił przydomek boiskowy Kaka.

## Kariera reprezentacyjna
W reprezentacji Norwegii Martinsen zadebiutował 26 lipca 1936 w wygranym 4:3 towarzyskim meczu ze Szwecją, rozegranym w Sztokholmie. W 1936 roku zdobył z Norwegią brązowy medal na Igrzyskach Olimpijskich w Berlinie. W 1938 roku został powołany do kadry na Mistrzostwa Świata we Francji, na których nie zaliczył żadnego meczu. W kadrze narodowej od 1936 do 1946 roku rozegrał 25 spotkań i zdobył 10 bramek.